# Шакалий, Василий Ильич
Василий Ильич Шакалий (10 мая 1920 — 22 мая 1991) — участник Великой Отечественной войны, командир разведывательного отделения взвода пешей разведки 89-го стрелкового полка 23-й стрелковой дивизии 61-й армии 1-го Белорусского фронта, младший сержант; один из 29-и полных кавалеров, награждённых четырьмя орденами Славы.

## Биография

### Ранние годы
Василий Шакалий родился 10 мая 1920 года в селе Круподеринцы Оржицкого района Полтавской области Украины в украинской крестьянской семье. Получив начальное образование, работал в колхозе.

### Участие в Великой Отечественной войне
С сентября 1943 года Василий Шакалий служил в Красной Армии и принимал участие в боях Великой Отечественной войны.
Разведчик взвода пешей разведки 89-го стрелкового полка 23-й стрелковой дивизии 61-й армии 1-го Белорусского фронта красноармеец Василий Шакалий 18 мая 1944 года у деревни Озераны Житковичского района Гомельской области Белоруссии с группой бойцов захватил в плен трёх вражеских солдат, давших советскому командованию ценные сведения об организации обороны противника. За мужество и отвагу, проявленные в боях, 1 июня 1944 года красноармеец Шакалий Василий Ильич был награждён орденом Славы 3-й степени (№ 54473).
Командир разведывательного отделения 89-го стрелкового полка, младший сержант Василий Шакалий 14 января 1945 года при прорыве обороны противника в районе польских населённых пунктов Радомского воеводства — Остроленка, Антонювка, Кленова-Воля, Дембно-Воля — уничтожил с бойцами-разведчиками вверенного ему подразделения десятерых и захватил в плен двух гитлеровцев. За мужество и отвагу, проявленные в боях, 31 января 1945 года младший сержант Шакалий Василий Ильич повторно награждён орденом Славы 3-й степени.
3 марта 1945 года в населённом пункте Пегелов, расположенном в восьми километрах северо-восточнее польского города Старгард-Щециньски, командир разведывательного отделения 89-го стрелкового полка младший сержант Василий Шакалий со своими разведчиками уничтожил семерых и взял в плен четверых немецких солдат. За мужество и отвагу, проявленные в боях, 11 апреля 1945 года младший сержант Шакалий Василий Ильич награждён орденом Славы 2-й степени (№ 15952).

### После войны
В 1946 году В. И. Шакалий демобилизован, а через десять лет в связи с тем, что он был ошибочно награждён двумя орденами Славы 3-й степени, работники военкомата исправили ошибку. Указом Президиума Верховного Совета СССР от 31 марта 1956 года за образцовое выполнение заданий командования в боях с немецко-фашистскими захватчиками младший сержант запаса Шакалий Василий Ильич перенаграждён орденом Славы 1-й степени (№ 2390), став полным кавалером ордена Славы.
Заслуженный ветеран, кавалер четырёх орденов Славы трудился в колхозе на своей малой родине. Уже являясь полным кавалером ордена Славы, старшина запаса Шакалий вновь был награждён вторым орденом Славы 1-й степени (№ 2156), которого он был удостоен Указом Президиума Верховного Совета СССР от 15 мая 1946 года.
22 мая 1991 года Василий Ильич Шакалин скончался.

## Награды
- Орден Отечественной войны 1-й степени
- Орден Славы 1-й степени (дважды)
- Орден Славы 2-й степени
- Орден Славы 3-й степени
- Орден Красной Звезды
- Медали